# Luca Bittante
Luca Bittante (Bassano del Grappa, 14 agosto 1993) è un calciatore italiano, difensore del Pompei.

## Carriera

### Club

#### Giovanili
Inizia tra le file del Vicenza, il principale club della sua provincia natale e ci gioca fino al 2006, anno in cui passa alle giovanili del Bassano Virtus. A gennaio 2010 passa alla Fiorentina con cui vince una Coppa Italia Primavera.

#### Avellino
Nella stagione 2012-2013 l'Avellino ne acquista la comproprietà dalla Fiorentina e lo fa debuttare nel calcio professionistico sotto la guida di Massimo Rastelli. Al suo primo anno in Irpinia colleziona 16 presenze in campionato. A fine stagione si ritroverà ad aver vinto sia il campionato che la supercoppa.
La stagione seguente vede i biancoverdi, al ritorno in Serie B dopo solo 4 stagioni dal fallimento, disputare un torneo da protagonisti, restando sempre in zona play off, obbiettivo che si vedono sfuggire solo all'ultima giornata di campionato. Nella stagione del suo debutto in B, Bittante collezionerà 35 presenze in campionato.
Il 19 giugno 2014 l'Avellino annuncia di aver rinnovato la comproprietà del calciatore con la Fiorentina e di avergli prolungato il contratto fino al giugno 2017. Il 2 febbraio 2015, alla sua cinquantesima presenza in Serie B, nella gara esterna contro lo Spezia mette a segno la sua prima rete in carriera tra i professionisti. A fine stagione si troverà ad aver collezionato 33 presenze nella stagione regolare.

#### Ritorno alla Fiorentina
Il 25 giugno 2015, dopo tre stagioni con la maglia dei Lupi, viene riscattato interamente dalla Fiorentina.

#### Empoli
Il 17 luglio 2015 viene ceduto a titolo definitivo all'Empoli per 850.000 euro, con cui firma un contratto fino al 30 giugno 2019.
Esordisce in Serie A il 28 settembre 2015, nella sconfitta per 2-0 a Frosinone, subentrando all'infortunato Vincent Laurini al 74º minuto.

#### Cagliari e Salernitana
Il 31 agosto 2016 si trasferisce in prestito con diritto di riscatto al Cagliari. Il 18 gennaio 2017 passa, sempre a titolo temporaneo, alla Salernitana.

#### Carpi e rientro ad Empoli
La stagione seguente fa rientro all'Empoli, con cui disputa una partita di Coppa Italia, prima che il 25 agosto 2017 si trasferisca in prestito al Carpi in Serie B. Al termine dell'esperienza in terra emiliana, ritorna nuovamente ad Empoli con cui, nella prima parte della stagione 2018-2019 non scende mai in campo, disputando soltanto due partite con la formazione Primavera.

#### Cosenza
Il 29 gennaio 2019 si trasferisce a titolo definitivo in Serie B al Cosenza. Disputa 13 partite contribuendo alla salvezza dei rossoblù. Il 17 luglio 2020 firma il primo gol con la maglia del Cosenza nella vittoriosa trasferta (2-1) col Pordenone. Si ripete il 27 luglio 2020, firmando il momentaneo 1-0 dei Lupi ad Empoli che poi vinceranno 5-1. Al terzo anno in Calabria, firma un altro gol nella vittoriosa trasferta di Ascoli (3-0). Il 23 gennaio 2021 nella partita casalinga contro il Pordenone (0-0) si infortunia seriamente ed è costretto ad un lunghissimo stop.

#### Monterosi Tuscia
Rimasto svincolato per oltre sei mesi, il 3 febbraio 2023 viene ingaggiato dal Monterosi Tuscia con cui firma un contratto fino al 30 giugno 2024.

### Nazionale
Ha esordito nell'Under 18 il 19 maggio 2011 ad Agliana contro l'Albania Under 18. In quell'occasione il CT Alberico Evani lo schierò in campo al 29º della ripresa al posto di Andrea Montresor.
Nel 2013 riceve la prima convocazione di Massimo Piscedda per giocare nella B Italia con cui esordisce a Tula in Russia contro i pari età e categoria locali. La seconda presenza con l'Under 21 invece arriva il 6 agosto 2014.
A novembre 2014 viene convocato per la prima volta in Under 20 dal CT Evani che lo fa esordire, nell'amichevole contro la Francia Under 21, il 13 novembre al Picco di La Spezia.

## Statistiche

### Presenze e reti nei club
Statistiche aggiornate al 19 maggio 2024.
| Stagione         | Squadra          | Campionato       | Campionato | Campionato | Coppe nazionali | Coppe nazionali | Coppe nazionali | Coppe continentali | Coppe continentali | Coppe continentali | Altre coppe | Altre coppe | Altre coppe | Totale | Totale |
| Stagione         | Squadra          | Comp             | Pres       | Reti       | Comp            | Pres            | Reti            | Comp               | Pres               | Reti               | Comp        | Pres        | Reti        | Pres   | Reti   |
| ---------------- | ---------------- | ---------------- | ---------- | ---------- | --------------- | --------------- | --------------- | ------------------ | ------------------ | ------------------ | ----------- | ----------- | ----------- | ------ | ------ |
| 2012-2013        | Avellino         | 1D               | 16         | 0          | CI+CI-LP        | 1+2             | 0               | -                  | -                  | -                  | SL-PD       | 2           | 0           | 21     | 0      |
| 2013-2014        | Avellino         | B                | 35         | 0          | CI              | 3               | 0               | -                  | -                  | -                  | -           | -           | -           | 38     | 0      |
| 2014-2015        | Avellino         | B                | 33+2       | 1          | CI              | 2               | 0               | -                  | -                  | -                  | -           | -           | -           | 37     | 1      |
| Totale Avellino  | Totale Avellino  | Totale Avellino  | 84+2       | 1          |                 | 8               | 0               |                    | -                  | -                  |             | 2           | 0           | 96     | 1      |
| 2015-2016        | Empoli           | A                | 16         | 0          | CI              | 1               | 0               | -                  | -                  | -                  | -           | -           | -           | 17     | 0      |
| 2016-gen. 2017   | Cagliari         | A                | 5          | 0          | CI              | 0               | 0               | -                  | -                  | -                  | -           | -           | -           | 5      | 0      |
| gen.-giu. 2017   | Salernitana      | B                | 18         | 0          | CI              | -               | -               | -                  | -                  | -                  | -           | -           | -           | 18     | 0      |
| ago. 2017        | Empoli           | B                | 0          | 0          | CI              | 1               | 0               | -                  | -                  | -                  | -           | -           | -           | 1      | 0      |
| ago. 2017-2018   | Carpi            | B                | 14         | 0          | CI              | 0               | 0               | -                  | -                  | -                  | -           | -           | -           | 14     | 0      |
| 2018-gen. 2019   | Empoli           | A                | 0          | 0          | CI              | 0               | 0               | -                  | -                  | -                  | -           | -           | -           | 0      | 0      |
| Totale Empoli    | Totale Empoli    | Totale Empoli    | 16         | 0          |                 | 2               | 0               |                    | -                  | -                  |             | -           | -           | 18     | 0      |
| gen.-giu. 2019   | Cosenza          | B                | 13         | 0          | CI              | -               | -               | -                  | -                  | -                  | -           | -           | -           | 13     | 0      |
| 2019-2020        | Cosenza          | B                | 19         | 2          | CI              | 1               | 0               | -                  | -                  | -                  | -           | -           | -           | 20     | 2      |
| 2020-2021        | Cosenza          | B                | 18         | 1          | CI              | 2               | 0               | -                  | -                  | -                  | -           | -           | -           | 20     | 1      |
| 2021-2022        | Cosenza          | B                | 10+2       | 0          | CI              | 0               | 0               | -                  | -                  | -                  | -           | -           | -           | 12     | 0      |
| Totale Cosenza   | Totale Cosenza   | Totale Cosenza   | 60+2       | 3          |                 | 3               | 0               |                    | -                  | -                  |             | -           | -           | 65     | 3      |
| gen.-giu. 2023   | Monterosi Tuscia | C                | 12         | 0          | CI-C            | -               | -               | -                  | -                  | -                  | -           | -           | -           | 12     | 0      |
| 2023-2024        | Monterosi Tuscia | C                | 28+1       | 2          | CI-C            | 1               | 0               | -                  | -                  | -                  | -           | -           | -           | 30     | 2      |
| Totale Monterosi | Totale Monterosi | Totale Monterosi | 40+1       | 2          |                 | 1               | 0               |                    | -                  | -                  |             | -           | -           | 42     | 2      |
| Totale carriera  | Totale carriera  | Totale carriera  | 250+5      | 6          |                 | 14              | 0               |                    | -                  | -                  |             | 2           | 0           | 271    | 6      |

## Palmarès

### Competizioni giovanili
- Coppa Italia Primavera: 1

Fiorentina: 2010-2011

#### Competizioni nazionali
- Lega Pro Prima Divisione: 1

Avellino: 2012-2013 (Girone B)
- Supercoppa di Lega di Prima Divisione: 1

Avellino: 2013